# Torsukattak (fjord i Grönland, Kujalleq, lat 60,06, long -44,49)
Torsukattak är en fjord i Grönland (Kungariket Danmark).   Den ligger i kommunen Kujalleq, i den södra delen av Grönland, 600 km sydost om huvudstaden Nuuk.